# Wiktor Czerkiesow
Wiktor Wasiliewicz Czerkiesow (ros. Виктор Васильевич Черкесов, ur. 13 lipca 1950 w Leningradzie, zm. 8 listopada 2022 w Petersburgu) – rosyjski funkcjonariusz, generał pułkownik Policji.
Z wykształcenia prawnik, ukończył Leningradzki Uniwersytet Państwowy w 1975 r. Od tego samego roku w organach KGB. Oficer operacyjny w Moskiewskim Rejonowym Oddziale Zarządu KGB Leningradu, następnie w oddziale śledczym leningradzkiego KGB. Osiągnął stanowisko jego naczelnika. Od 1992 roku naczelnik Zarządu Petersburga i Obwodu Leningradzkiego Ministerstwa Bezpieczeństwa Federacji Rosyjskiej. Od czerwca 2000 roku pełnomocny przedstawiciel Prezydenta Rosji w Północno-Zachodnim Okręgu Federalnym.
Od sierpnia 1998 r. pierwszy zastępca dyrektora FSB. Od marca 2003 szef Komitetu Państwowego ds. Kontroli Obrotu Narkotykami i Środkami Psychotropowymi (obecnie jest to Federalna Służba Kontroli Narkotyków, FSKON).